# Dmitri Loskov
Dmitri Viatcheslavovitch Loskov - em russo, Дмитрий Вячеславович Лоськов (Kurgan, 12 de fevereiro de 1974) - é um futebolista russo que atuava como meio-campo.

## Carreira
Nascido na Sibéria, jogou por 10 anos pelo Lokomotiv Moscou, onde tornou-se símbolo. No Loko, participou da conquista dos dois campeonatos russos da equipe, que jamais fora campeã soviética, além de três títulos na Copa da Rússia. Foi eleito duas vezes o melhor jogador do país, consecutivamente: em 2002, na primeira conquista do Lokomotiv na Liga Russa; e em 2003, na segunda vez em que terminou como artilheiro do campeonato (a outra fora em 2000). Detém o maior número de jogos e gols pelo clube na Liga Premier Russa.
Pela Seleção Russa, entretanto, não conseguiu ter o mesmo impacto, inclusive sendo preterido na convocação para a Copa de 2002. Loskov figurou apenas na Eurocopa de 2004.
Em 2007, transferiu-se para o Saturn Ramenskoye, clube dos arredores da capital Moscou, após desentender-se com o então técnico do Lokomotiv, Anatoliy Byshovets. Três temporadas depois, retornou ao Lokomotiv, firmando um contrato de seis meses. Posteriormente, estenderia seu contrato com o clube, encerrando a carreira pela primeira vez em 2013.
Em fevereiro de 2017, Loskov retomou a carreira de jogador ao assinar um contrato válido até o encerramento da temporada. Paralelamente, exerce o cargo de auxiliar-técnico do Lokomotiv.

## Títulos
Lokomotiv Moscou
- Copa da Rússia: 2000, 2001, 2007
- Campeonato Russo: 2002, 2004
- Supercopa da Rússia: 2003, 2005

### Individuais
- Artilheiro do Campeonato Russo: 2000 (15 gols); 2003 (14 gols)
- Jogador Russo do Ano: 2002, 2003